# Lindenfels
Lindenfels est une ville de Hesse (Allemagne), située dans l'arrondissement de la Bergstraße, dans le district de Darmstadt. Elle est jumelée avec Moëlan-sur-Mer, une commune du Finistère en Bretagne.
Depuis 2010, elle abrite un Musée du Dragon (Drachenmuseum), en référence aux combats de Siegfried contre le dragon.
À une dizaine de kilomètres à l'est de la ville se trouve la montagne du Krehberg qui fait partie du massif de l'Odenwald.

## Personnages célèbres
- Le pilote de Formule 1 Timo Glock est né à Lindefels